# 中村円一郎

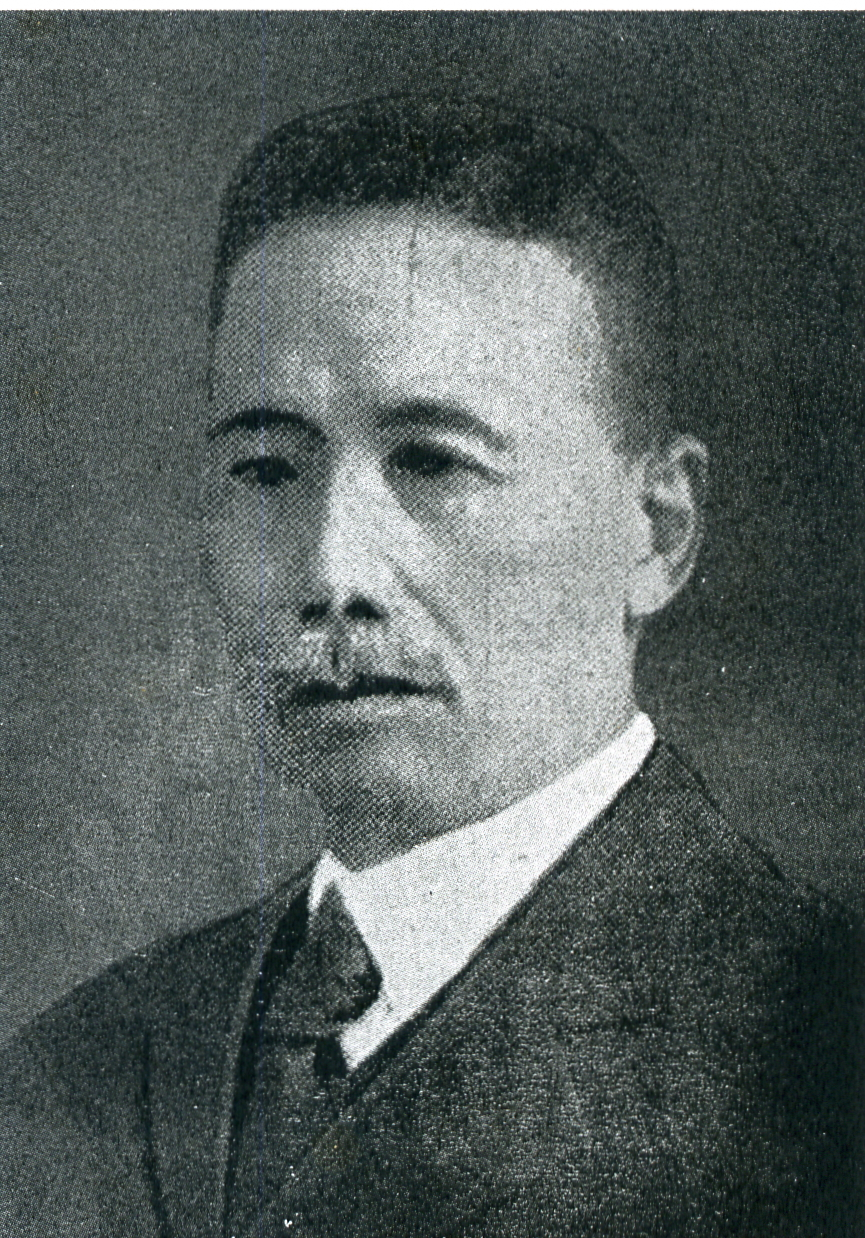
中村円一郎

中村 円一郎（圓一郎、なかむら えんいちろう、1867年（慶応3年6月） - 1945年（昭和20年）2月23日）は、明治時代後期から昭和時代前期の政治家、実業家、銀行家。貴族院多額納税者議員。中村秀平（後に、円一郎を襲名した）とは別人。

## 経歴
遠江国榛原郡青柳村（神戸村、吉田村を経て現吉田町）で、中村円蔵の長男として生まれる。家業の醤油醸造業を継ぐ。1896年（明治29年）静岡県会議員に当選。ついで榛原郡会議員などを務めたのち、1900年（明治33年）には全国茶業組合代表としてパリ万国博覧会に参加した。
1907年（明治40年）日本共同製茶を創立。ほか、静岡県再製茶業組合組合長、大井川鉄道初代社長、全国茶業組合中央会議所会頭、静岡商工会議所特別議員、三十五銀行頭取、藤相鉄道、中村製茶、日本紅茶各社長、自作農創設維持委員などを歴任した。
1918年（大正7年）静岡県多額納税者として貴族院議員に互選され、同年9月29日から1939年（昭和14年）9月28日まで3期在任した。